# خبرني
«خَبِّرني» هي وكالة أنباء خاصة رقمية أردنية، تنشر أخبارها على الإنترنت. كلمة خبرني هي كلمة عامية، أصلها في اللغة العربية الفصحى من الفعل «أخبرني».
في دراسة للسوق أجرتها شركة إبسوس في مارس 2012، تم نشر أن موقع خبرني هو من بين أكثر 20 موقعًا زيارة في الأردن، إلى جانب بوابتين إخباريتين أخرتين، وهما سرايا نيوز ووكالة عمون الإخبارية.
اتخذت الصحيفة من طائر الهدهد شعارًا لها. تتبع وكالة «خبرني» وتعمل تحت مظلة مجموعة خبرني للإعلام والإعلان الإلكتروني، يقع مبنى الصحيفة في مجمع البرج، شارع الملكة رانيا العبدالله، عمّان.

## الخدمات والأقسام
تضم الصحيفة عدة أقسام وتنشر في عدة مجالات، مثل الميادين الرياضية، والجامعات، والمدارس، والأسواق.
توفر الوكالة الأخبار والمقالات والتحليلات والرسوم الهزلية والصور في جميع قطاعات الأخبار، كما تتيح خدمة التعليق للقراء، وتوفر مجموعة من الخدمات والأخبار والإعلانات.

## وصلات خارجية
- الموقع الرسمي